# ناجي التكريتي
ناجي التكريتي (1932 - ) هو شاعر وكاتب وقاص وأكاديمي عراقي، من مواليد مدينة تكريت، حاصل على دكتوراه فلسفة من جامعة كامبريدج عام 1971، وأستاذ بقسم الفلسفة بجامعة بغداد، وهو عضو في الاتحاد العام للأدباء والكتاب في العراق.

## مؤلفاته
1. الفلسفة الأخلاقية الأفلاطونية عند مفكري الإسلام.
2. الفلسفة السياسية عند ابن أبي الربيع: مع تحقيق كتابه، سلوك المالك في تدبير الممالك.
3. القشور: رواية.
4. تكريت.. في الذاكرة.
5. تهذيب الأخلاق.
6. خطابات الى رجل الدولة: في الفلسفة السياسية.
7. ذكريات من القرن العشرين.
8. رسائل إلى حاكم عربي معاصر.
9. فلسفة الاخلاق عند يحيي بن عدي التكريتي مع تحقيق كتابة الأخلاق.
10. فلسفة الجمال عند اليونان.
11. فلسفت الأخلاق بين أرسطو ومسكويه.
12. أبو زيد القهرماني: رواية.
13. حوليات فلسفية.
14. رحلتان إلى عمان.
15. رسائل إلى الفيلسوف الغزالي في النقد الفلسفي.
16. رسائل الى ديوتيم.
17. رسائل فلسفية.